# 폼일글리신아마이드 리보뉴클레오타이드
폼일글리신아마이드 리보뉴클레오타이드(영어: formylglycinamide ribonucleotide, FGAR) 또는 포스포리보실-N-폼일글리신아마이드(영어: phosphoribosyl-N-formylglycineamide)는 리보뉴클레오타이드 유도체이다. 폼일글리신아마이드 리보뉴클레오타이드(FGAR)는 글리신아마이드 리보뉴클레오타이드 트랜스폼일레이스에 의해 글리신아마이드 리보뉴클레오타이드(GAR)로부터 생성된다.

## 같이 보기
- 5-아미노이미다졸 리보뉴클레오타이드
- 퓨린 대사